# Enoplometopus

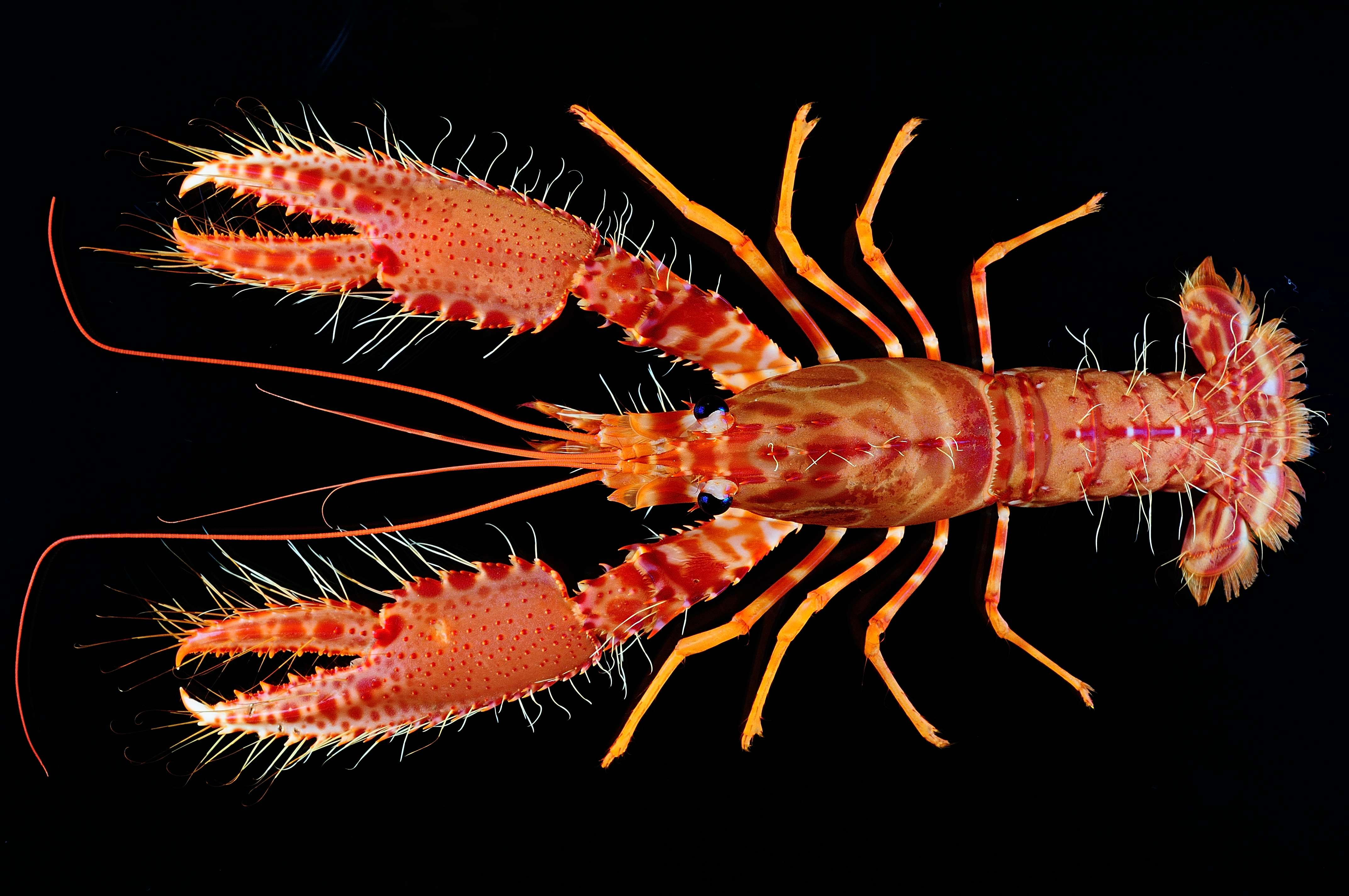
Enoplometopus crosnieri

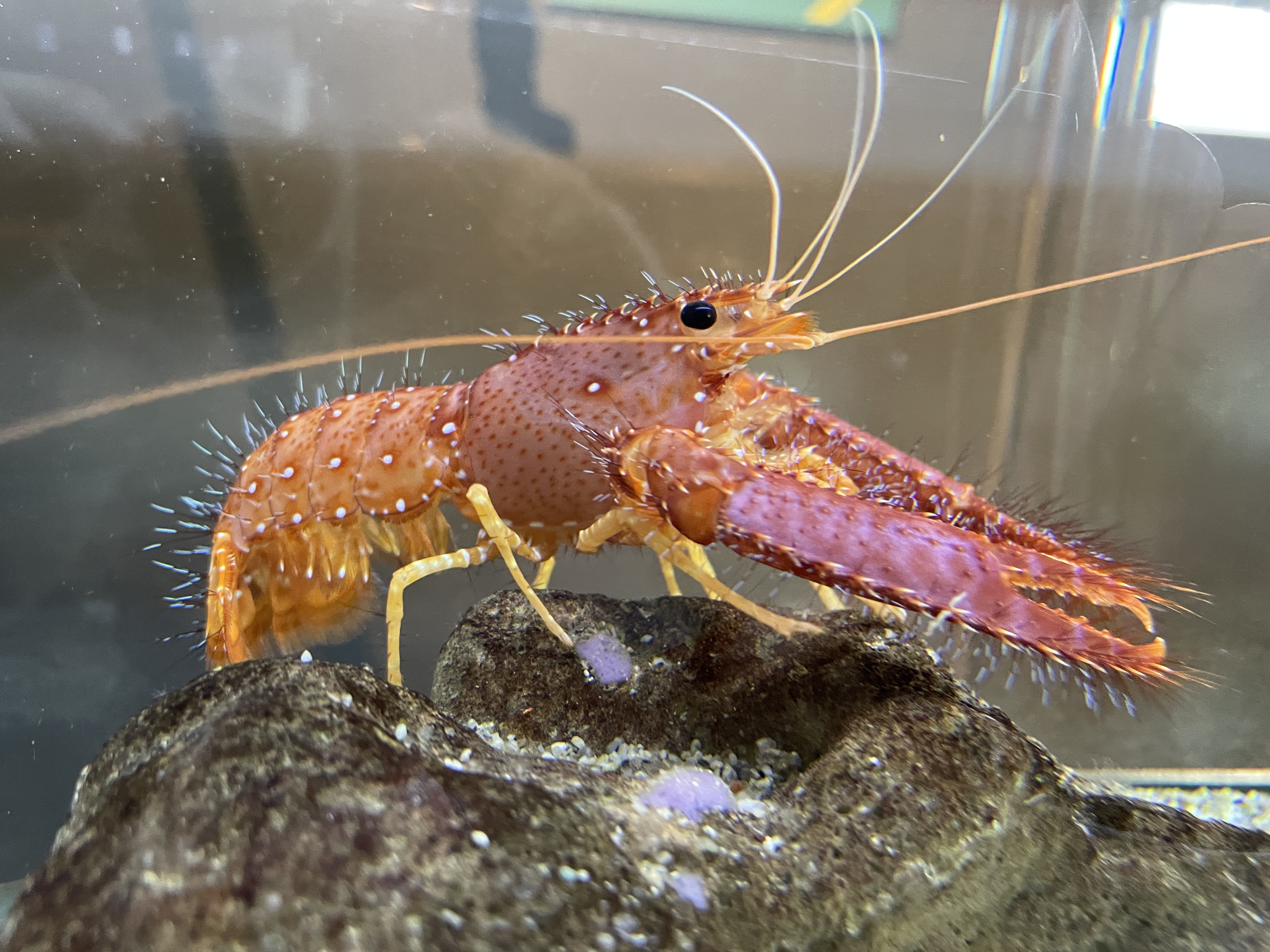
Enoplometopus occidentalis

Enoplometopus (лат.) — род десятиногих раков, единственный в составе семейства Enoplometopidae и Enoplometopoidea (Decapoda). Более 10 скрытных и редких видов, известных в литературе как рифовые омары или лобстеры (Reef lobster). Обитают на коралловых рифах в теплых тропических океанических водах. Из-за своей красочности часто выставляются в морских аквариумах, а их яркие фотографии часто приводятся в периодических журналах по дайвингу и снорклингу. Аквариумная торговля и нерегулируемый сбор в сочетании с разрушением коралловых рифов может угрожать некоторым видам.

## Распространение и экология
Широко распространены в тропических водах Мирового океана, населяя мелководные экосистемы коралловых рифов (Атлантический океан, Индо-Тихоокеанская область). Встречаются на коралловых рифах на глубине от менее 1 метра до скалистых рифов на глубине 300 м.

## Описание
Десятиногие раки, известные в литературе как рифовые омары или лобстеры (Reef lobster). Это мелкие виды (максимальная общая длина менее 20 см) с ярко окрашенным панцирем. Они часто выставляются в морских аквариумах; их красочные фотографии часто приводятся в периодических журналах по дайвингу и периодических журналах по дайвингу и снорклингу, а также в общей литературе посвященной тропической морской фауне. В естественной среде, однако, виды Enoplometopus являются скрытными, одиночными животными, которые редко встречаются во время подводных наблюдений. Современное состояние знаний о биологии и экологии этих видов крайне скудно, распространение нескольких видов известно только по единичным записям. Очень мало известно об их размножении и росте, включая данные об онтогенетических морфологических изменениях. Несколько стадий развития были частично описаны для единственного вида Enoplometopus antillensis, и некоторые особенности вооружения клешней молоди для E. crosnieri. Взрослые раки Enoplometopus являются бентосными, их личинки — пелагическими. Постличинки Enoplometopus часто обнаруживаются (только идентифицируются на родовом уровне) в желудках тропических пелагических и бентопелагических хищников в восточной Атлантике, западной части Индийского океана, центральной и западной частях Тихого океан.
Карапакс с 2 промежуточными шипами и максимум 1 постцервикальным шипом. Плевра брюшных сомитов широко округлая, без резко заостренного, направленного назад зубца. Голень с одним шипом в середине каждого бокового края. Они ярко окрашены, с полосами, кольцами или пятнами. Обычно они в основном красные, оранжевые, фиолетовые и белые. Рифовые омары маленькие (в зависимости от вида, в среднем около 10 сантиметров), ночные (проводят день в пещерах или расщелинах) и очень пугливые. Отдельные виды отличаются по окраске и морфологии.
Благодаря своей яркой окраске они популярны в аквариумной торговле, и нерегулируемый сбор в сочетании с разрушением коралловых рифов может угрожать некоторым видам. Из-за неопределенности в отношении воздействия этих потенциальных угроз большинство видов рассматриваются Международным союзом охраны природы как не имеющие достаточных данных.
Рифовые омары рода Enoplometopus отличаются от обычных когтистых омаров (семейство Nephropidae) наличием полноценных клешней только на первой паре перейоподов, вторая и третья пары только субхелатные (когда последний сегмент придатка может прижиматься к короткому выступу предпоследнего). У когтистых омаров на первых трёх перейоподах имеются полноценные клешни. У самцов, в отличие от нефропоидных омаров, на втором плеоподе есть дополнительная лопасть, которая, как предполагается, выполняет какую-то функцию в размножении. Рифовые омары имеют неглубокую шейную борозду, в то время как у клешневидных омаров шейная борозда глубокая.
Хотя ископаемые останки рифовых омаров отсутствуют, есть некоторые свидетельства того, что они могут быть связаны с вымершим родом †Eryma, жившим с пермо-триасового до позднего мелового периода.

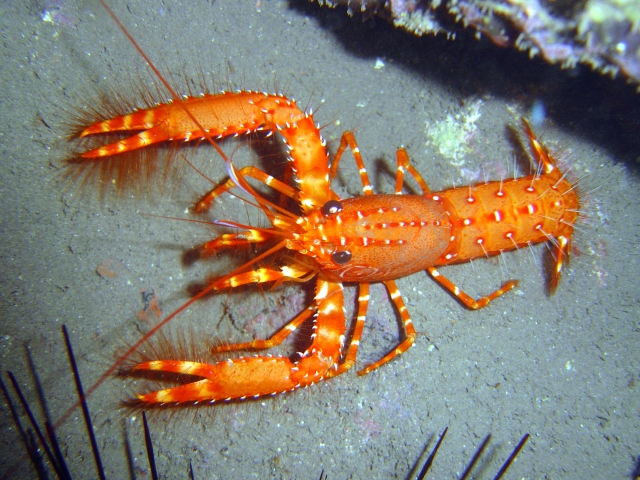
Enoplometopus antillensis
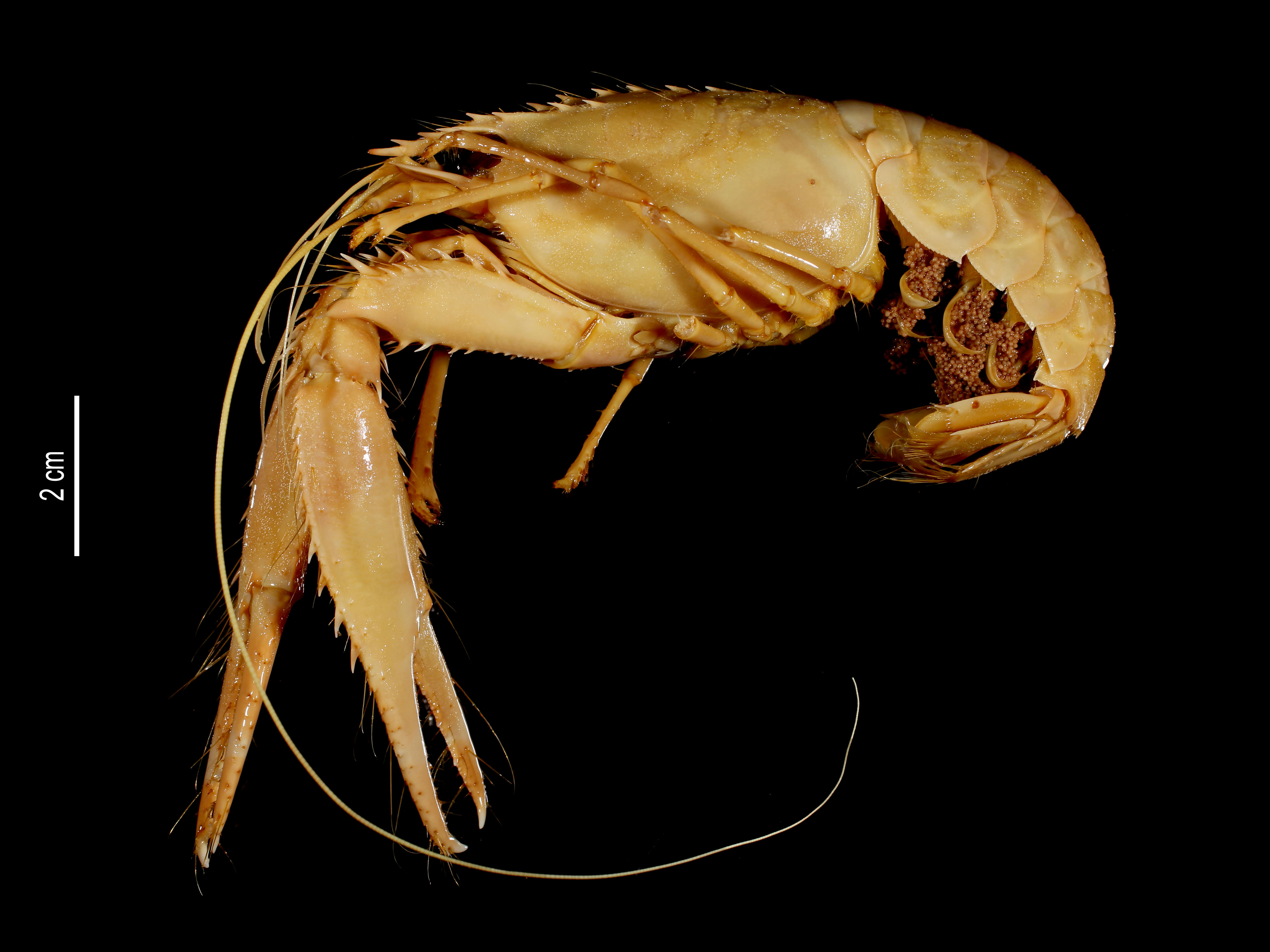
Enoplometopus macrodontus

## Систематика
Известно более 10 видов. Род был впервые описан в 1862 году французским зоологом Альфонсом Мильн-Эдвардсом (Alphonse Milne-Edwards, 1835—1900) по типовому виду Enoplometopus pictus A. Milne-Edwards, 1862. Ранее род включали в семейство Axiidae Huxley, 1879 или надсемейство Nephropoidea. В 1988 году выделены в отдельное семейство и надсемейство. Таксон Hoplometopus трактуется как подрод в составе Enoplometopus.
- Enoplometopus antillensis Lütken, 1865
- Enoplometopus callistus Intès and Le Loeuff, 1970
- Enoplometopus chacei Kensley and Child, 1986[11]
- Enoplometopus crosnieri Chan and Yu, 1998[12][13]
- Enoplometopus daumi Holthuis, 1983[5]
- Enoplometopus debelius Holthuis, 1983[5]
- Enoplometopus gracilipes (De Saint Laurent, 1988)
- Enoplometopus holthuisi Gordon, 1968
- Enoplometopus macrodontus Chan & Ng, 2008[14]
- Enoplometopus occidentalis (Randall, 1840)
- Enoplometopus pictus A. Milne Edwards, 1862
- Enoplometopus voigtmanni Türkay, 1989